# BMW R 67/2
BMW R 67/2 − produkowany od 1951  do 1954 dwucylindrowy (bokser) motocykl firmy BMW będący następcą modelu R 67.

## Historia
W lutym 1951 BMW pokazało na targach w Amsterdamie dwa modele z gruntownie przekonstruowanymi silnikami: R 51/3 w klasie 500cm³ i R 67 w klasie 600 cm³. W przeciwieństwie do pierwszego powojennego modelu R 51/2 z silnikiem o dwóch wałkach rozrządu napędzanych łańcuchem, zastosowano jeden, centralny wałek rozrządu napędzany kołem zębatym. Również wizualnie nowy silnik odróżniał się gładką, jednoczęściową pokrywą zaworów.
W podwoziu zastosowano sprawdzoną, wykorzystywaną od 1938 roku konstrukcję z widelcem teleskopowym z przodu i zawieszeniem suwakowym z tyłu. Wykorzystano również dotychczasowe hamulce bębnowe.
W pierwszych raportach prasowych uznano, że inżynierowie BMW wykonali dobrą robotę choć skrytykowano przedni hamulec. Inżynierowie BMW zareagowali szybko i w grudniu 1951 pojawił się na rynku prawie niezmieniony model R 67/2
Sprzedano 4234 sztuk w cenie 3235 DM.

## Konstrukcja
Dwucylindrowy górnozaworowy silnik z jednym wałkiem rozrządu napędzanym kołem zębatym, w układzie bokser o mocy 28 KM wbudowany wzdłużnie zasilany 2 gaźnikami Bing 1/24/15-1/24/16 lub 1/24/25-1/24/266 o średnicy gardzieli 24 mm. Suche sprzęgło jednotarczowe połączone z 4-biegową, nożnie sterowaną skrzynią biegów. Napęd koła tylnego wałem Kardana. Rama ze spawanych elektrycznie rur stalowych z suwakowym zawieszeniem tylnego koła z teleskopami. Przednie zawieszenie to widelec teleskopowy z tłumieniem olejowym. Z przodu i tyłu zastosowano hamulce bębnowe o średnicy 200 mm.  Prędkość maksymalna 145 km/h.